# Forno Stassano

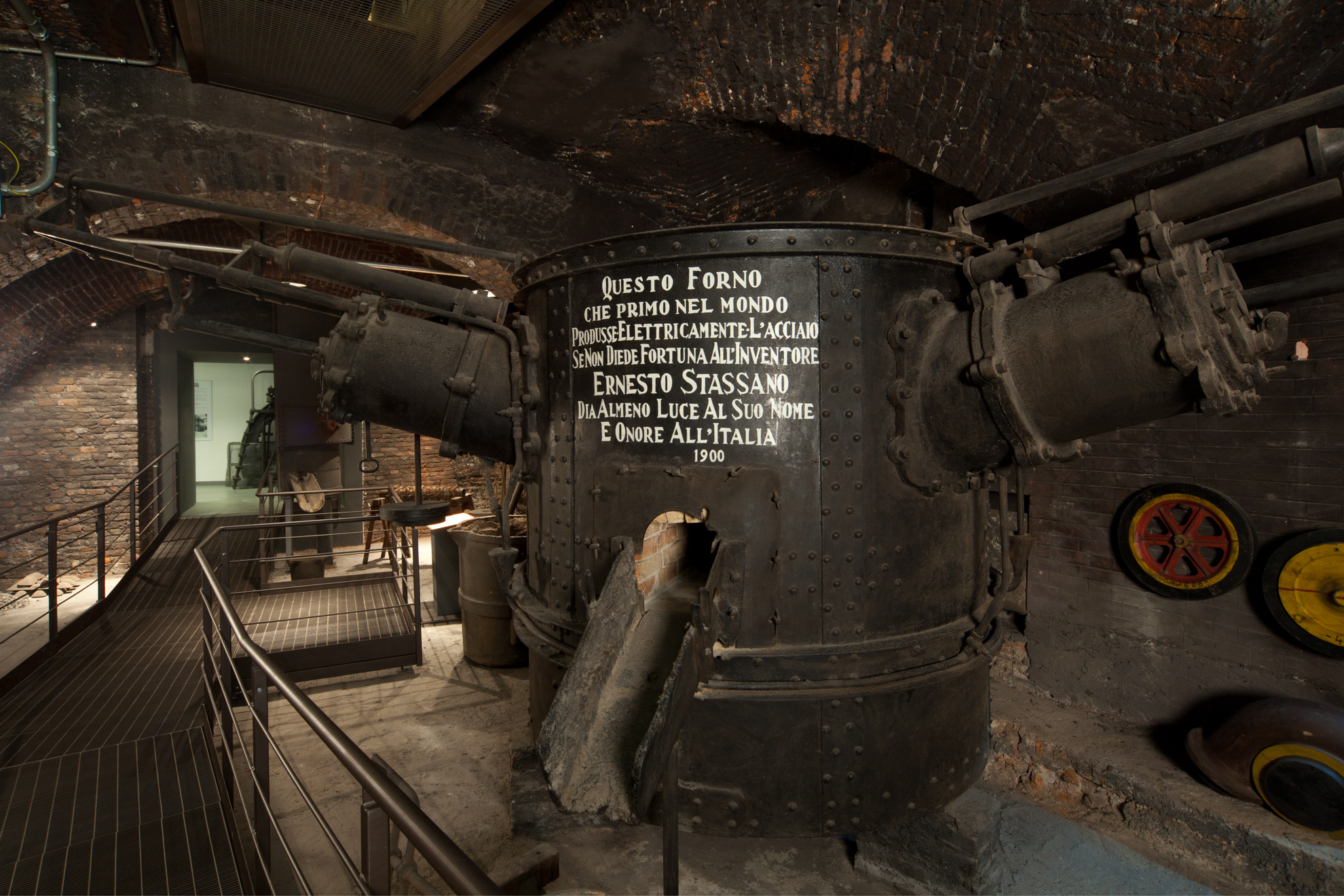
Forno Stassano esposto al Museo nazionale della scienza e della tecnologia Leonardo da Vinci

Il forno Stassano è un forno elettrico ad arco indiretto per la produzione di acciaio. Inventato da Ernesto Stassano nel 1898, è il primo forno elettrico per siderurgia della storia.

## Storia

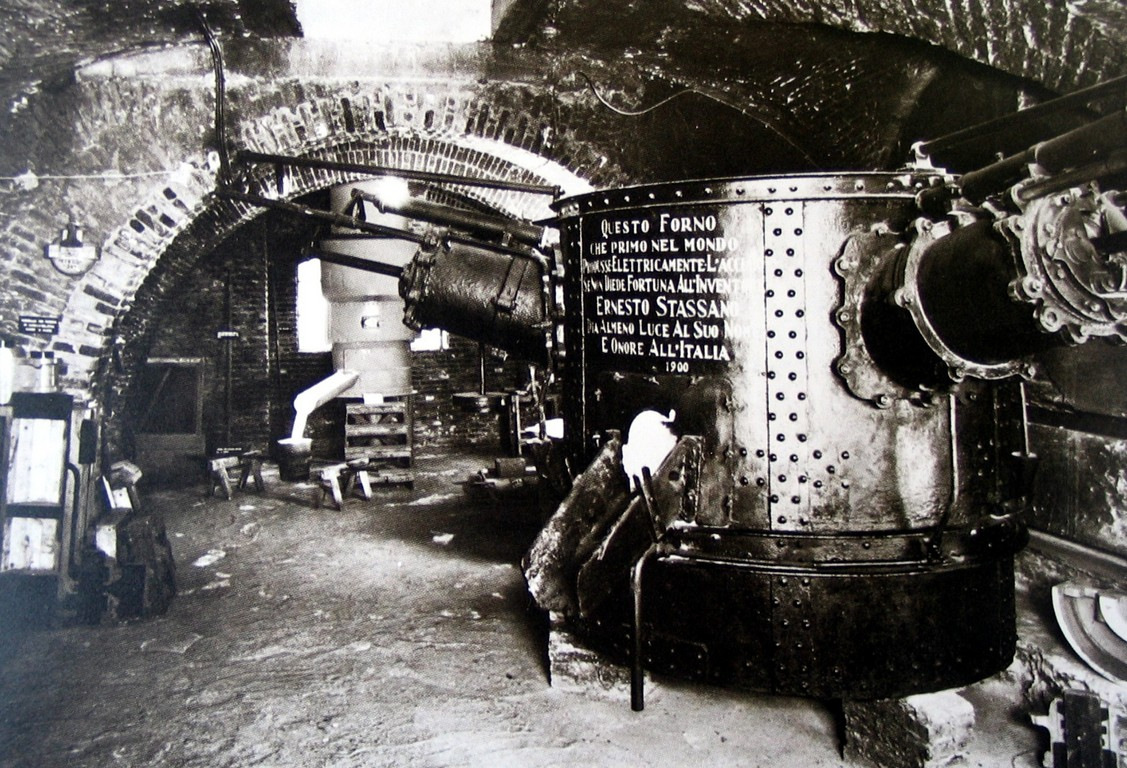
Il forno elettrico Stassano, 1920

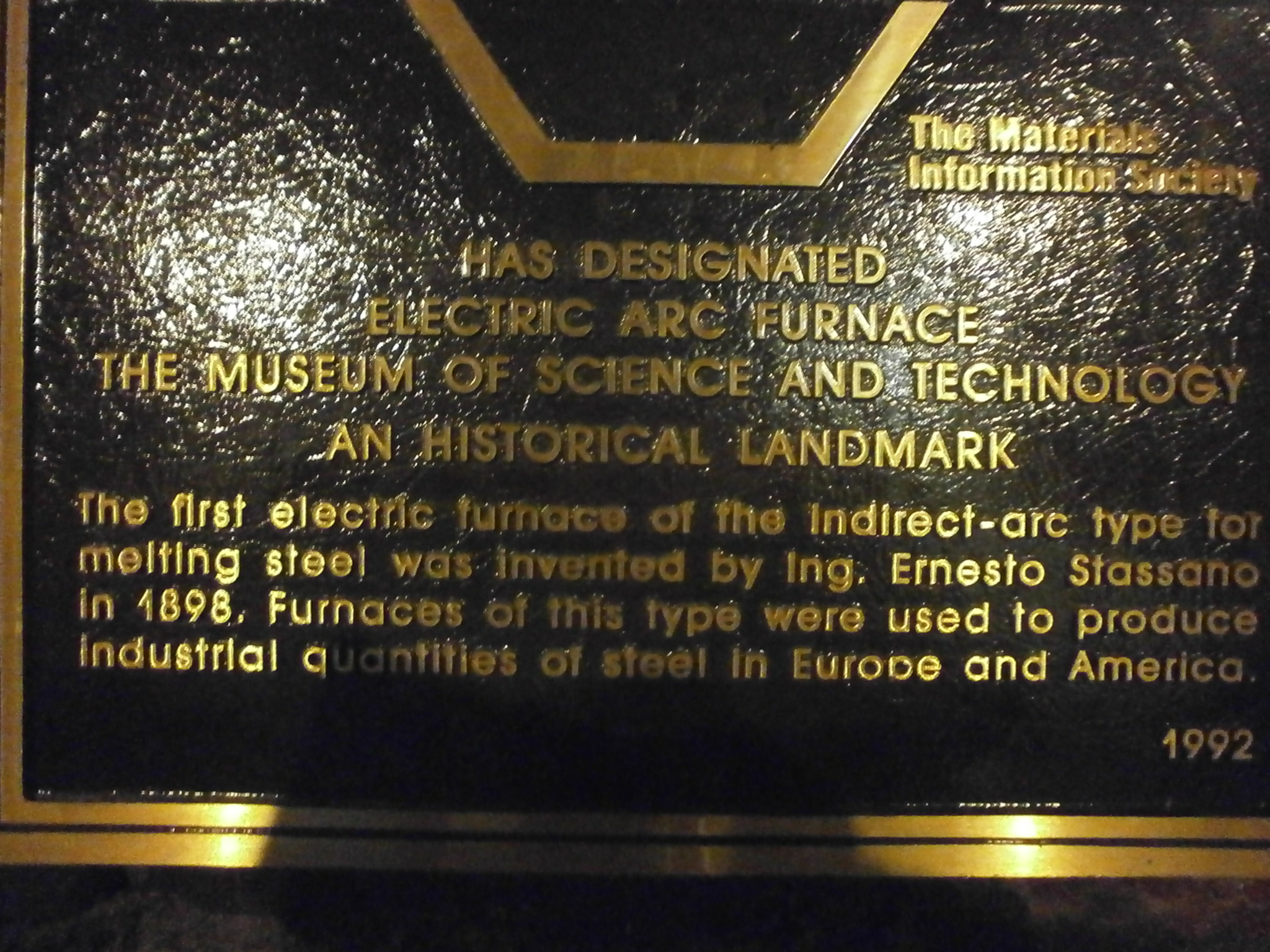
Targa di certificazione della prima fornace elettrica al mondo per la produzione dell'acciao. Milano, Museo nazionale della scienza e della tecnologia.

L'idea di costruire un forno elettrico per siderurgia viene a Stassano nel 1896, mentre lavora a Pont-Saint-Martin (Italia) (Aosta) su forni elettrici di riduzione per la produzione di carburo di calcio. 
Spostatosi a Roma presso le officine di S. Maria dei Cerchi, nel 1898 Stassano svolge i primi esperimenti per ottenere acciaio dai minerali di ferro attraverso un piccolo forno a tino, dotato di due elettrodi in grado di riscaldare il minerale tramite un arco indiretto da 95 kW di potenza. Nello stesso anno, a Darfo (BS), egli porta a termine altre prove su un forno simile, ma a tre elettrodi e da 370 kW di potenza. A seguito dei suoi esperimenti, Stassano modifica la struttura del forno, restringendo la parte sovrastante gli elettrodi e separando la parte destinata all'alloggio degli elettrodi da quella per la produzione del materiale. Egli passa inoltre da un'alimentazione del forno esclusivamente con minerali ad una carica mista composta da minerale, rottame e ghisa. Tutte queste modifiche permettono a Stassano di ottenere acciaio di elevata qualità a partire da cariche costituite all'80% di rottame e al 20% di ghisa, rendendo così concorrenziali i costi del prodotto rispetto a quelli dell'acciaio di importazione. 
Nel 1898 Stassano brevetta i principi e le soluzioni tecniche dei suoi forni in Italia, Austria, Spagna, Lussemburgo, Belgio, Norvegia, Inghilterra, Svezia, Germania e USA. Nel 1901 è il turno di Francia e Ungheria, mentre nel 1902 il brevetto coinvolge anche la Svizzera.
Sulla base del forno di Darfo, nel 1901 Stassano produce il forno nella sua configurazione definitiva e lo installa all'Arsenale di Torino. 
Nel 1904 Stassano fonda la Società Forni Termoelettrici Stassano e apre a Torino la prima fonderia di acciaio ottenuto elettricamente. La fonderia entra in attività nel 1905, utilizzando per questo scopo due forni da 1 tonnellata, due forni da 2 tonnellate e un forno da 5 tonnellate. 
Tra il 1906 e il 1907 entrarono in funzione dei forni Stassano alla Bonner Faserfabrik di Bonn (Germania), a St. Polen (Austria), a Dunston-on-Tyne e a Newcastle (Gran Bretagna), a Bridgeton e a Redondo (USA). Nel 1910 vengono installati forni Stassano anche presso le acciaierie Ansaldo di Genova e Vanzetti di Milano. 
Tra il 1900 e il 1915 sono attivi in campo industriale tre tipi di forno elettrico ad arco: il forno ad arco indiretto di Stassano, e quelli ad arco diretto a suola non conduttrice di Heroult e a suola conduttrice di Girod. Il forno Heroult è, tra i tre, quello più adatto a grandi produzioni, tanto che questa sua supremazia determina il sempre minor utilizzo del forno Stassano in siderurgia già a partire dal 1915.

## Struttura
Il forno elettrico ad arco indiretto di tipo Stassano, nella sua configurazione definitiva, è costituito da una struttura cilindrica in ghisa rivestita internamente da mattoni in refrattario. La struttura è divisa in due parti separate: la parte superiore dove alloggiano gli elettrodi, ed il crogiolo inferiore dove trova posto il materiale di carica prima e l'acciaio prodotto poi.
Sulla parte superiore della parete laterale del forno, in corrispondenza della camera che ospita i tre gli elettrodi in grafite, si trovano gli innesti di questi ultimi posti a 120° l'uno dall'altro; ogni innesto è dotato di una camicia di raffreddamento ad acqua e di un sistema idraulico per la movimentazione dell'elettrodo; gli elettrodi sono posti in posizione orizzontale. Nella parte mediana della parete laterale, in corrispondenza della parte alta del crogiolo, si apre la bocca di carico, dotata di una porta in metallo con rivestimento interno in refrattario e richiudibile tramite meccanismo a carrucola. Nella parte inferiore della parete laterale, in corrispondenza della parte bassa del crogiolo, si apre la bocca di colata. Al centro della base superiore del forno è presente un tubo per la fuoriuscita dei gas. 

## Funzionamento
Il forno Stassano produce acciaio per fusione di rottame ferroso e ghisa e per successiva decarburazione del materiale fuso. 
Il forno viene inizialmente caricato con il materiale da fondere, introdotto nel crogiolo dalla bocca di carico. A carica ultimata viene mandata corrente agli elettrodi, in modo che si generi tra loro un arco elettrico. L'arco produce calore che viene trasmesso al materiale da fondere per irraggiamento, motivo per cui il forno viene definito ad arco indiretto o radiante. Durante la fase di lavoro, la bocca di carico viene riaperta una o più volte per introdurre nel crogiolo ulteriori quantità di rottame e ghisa. Quando tutto il materiale è stato fuso, si procede ad una prima affinazione, prima di spillare il materiale dalla bocca di colata.